# Mariusz Marszalski
Mariusz Aleksander Marszalski – polski literaturoznawca, dr hab. nauk humanistycznych, zatrudniony na stanowisku profesora uczelni w Instytucie Filologii Angielskiej Wydziału Filologicznego Uniwersytetu Wrocławskiego.

## Życiorys
22 listopada 1994 obronił pracę doktorską Maxwell Anderson's Dramatic Theory and Practice, 8 marca 2011 habilitował się na podstawie pracy zatytułowanej Perspektywa metafizyczna w dramacie Sama Sheparda, Davida Rabe'a i Davida Mameta (Metaphysical Perspective in the Drama of Sam Shepard, David Rabe and David Mamet). Jest zatrudniony na stanowisku profesora Uniwersytetu Wrocławskiego w Instytucie Filologii Angielskiej na Wydziale Filologicznym.
Był wykładowcą w Wyższej Szkole Filologicznej we Wrocławiu.